# Supercoppa italiana 2008 (calcio femminile)
La Supercoppa italiana 2008 di calcio femminile si è disputata sabato 6 settembre 2008 allo Stadio Belvedere di Bardolino. La sfida ha visto contrapposte il Bardolino Verona, vincitore della Serie A 2008-2009 e la Torres, vincitrice della Coppa Italia 2008-2009.
A conquistare il titolo è stato il Bardolino Verona, grazie ad una rete di Melania Gabbiadini siglata al 42' del primo tempo..

## Tabellino
| Arbitro: | Matteo Mauri (Trento) |

|                |           |  |
| Gabbiadini 42’ | Marcatori |  |

| Bardolino Verona | Torres |

### Formazioni
| Bardolino Verona |    |                      |     |             |
|                  |    |                      |     |             |
| P                | 1  | Carla Brunozzi       |     |             |
| D                | 19 | Alessia Tuttino      |     |             |
| D                | 5  | Maria Sorvillo       |     |             |
| D                | 15 | Viviana Schiavi      |     |             |
| D                | 21 | Giorgia Motta        |     |             |
| C                | 3  | Roberta D'Adda       |     |             |
| C                | 11 | Alice Parisi         | 58’ |             |
| C                | 16 | Venusia Paliotti     |     |             |
| A                | 8  | Melania Gabbiadini   | 81’ |             |
| A                | 9  | Patrizia Panico      |     |             |
| A                | 10 | Valentina Boni (c)   | 86’ |             |
| A disposizione:  |    |                      |     |             |
| P                | 12 | Claudia Sometti      |     |             |
| D                | 14 | Roberta Stefanelli   | 86’ |             |
| C                | 4  | Silvia Toselli       | 81’ |             |
| C                | 6  | Michela Ledri        |     |             |
| A                | 23 | Cristiana Girelli    | 58’ | Ammonizione |
| P                | ?  | Anna Maria Picarelli |     |             |
| C                | ?  | Michela Lonardi      |     |             |
| Allenatore:      |    |                      |     |             |
| Massimo Albrigo  |    |                      |     |             |

| Torres          |    |                     |     |
|                 |    |                     |     |
| P               | 1  | Michela Cupido      |     |
| D               | 2  | Raffaella Manieri   | 52’ |
| D               | 3  | Martina Cortesi     |     |
| D               | 4  | Francesca Soro      | 70’ |
| D               | 5  | Valentina Valenti   |     |
| D               | 6  | Elisabetta Tona (c) |     |
| C               | 7  | Giulia Domenichetti |     |
| C               | 8  | Sandy Iannella      |     |
| C               | 9  | Daniela Stracchi    |     |
| A               | 10 | Tamara Pintus       | 46’ |
| A               | 11 | Silvia Fuselli      |     |
| A disposizione: |    |                     |     |
| P               | 12 | Arianna Criscione   |     |
| D               | 13 | Rossella Sardu      | 46’ |
| C               | 14 | Alessia Fadda       | 52’ |
| A               | 16 | Fiorella Carboni    | 70’ |
| C               | ?? | Manuela Coluccini   |     |
| A               | ?? | Anna Mattu          |     |
| Allenatore:     |    |                     |     |
| Salvatore Arca  |    |                     |     |